# サラトガ (スループ)
サラトガ(USS Saratoga)は、アメリカ合衆国海軍のスループで、アメリカ独立戦争のサラトガの戦いにちなんで命名された3代目の艦船である。ポーツマス海軍工廠において1841年に起工され、1842年7月26日に進水式を行い、1843年1月4日に就役して、ジョサイア・タットノール中佐が艦長となった。

## 艦歴

### アフリカ艦隊
サラトガは、1843年3月16日にニューハンプシャー州ポーツマスを出港したが、翌日には強風のためにマストを破損し、修理のためポーツマスに戻らざるを得なくなった。修理が行われた後、5月3日に再び出港し、沿岸を南下してニューヨーク港に入り、アフリカ西海岸における任務の準備をした。6月5日朝、サラトガは、ニュージャージー州のサンディ・フック（Sandy Hook、半島状の砂州）まで曳航され、そこで正午ころにマシュー・ペリー代将が乗艦し、アフリカ艦隊（Africa Squadron）司令官の標識旗を掲げた。午後の中ごろにサラトガは洋上に出て、カナリア諸島とカーボベルデ諸島を経由して、8月1日にリベリアのモンロビアに到着した。サラトガは、アフリカの西海岸に沿って活動を展開して、当地のアメリカ人やその商業活動を保護するとともに、奴隷貿易の牽制にあたった。この頃、サラトガは、物資の補充と乗員の休憩のために、時々カーボベルデに戻っていた。9月9日、サラトガは、ミンデロの深水港ポルト・グランデ（Porto Grande）で、スループ艦デカター（USS Decatur）とフリゲート マセドニアン（USS Macedonian）に合流し、ペリーは2日後にはマセドニアンに乗り移った。当時、ペリーは、合衆国から移された解放奴隷の黒人たちが「穀物海岸」に20年ほど前に入植して建国したリベリアを支援する方針をとっており、アフリカ艦隊におけるサラトガの任務の大半は、これを支援するものであった。リベリアの建国と解放奴隷の入植は、当地沿岸地域に住んでいた部族の怒りを買っていた。もともと沿岸の部族は、奴隷貿易の仲介役を果たしており、内陸で奴隷狩りをする者から奴隷を買い、それを奴隷船（Slave ship）の船主たちに売って利益を得ていた。もはや非合法となった「黒い象牙」の取引による利益を失ったことへの怒りは、アメリカから来た黒人入植者たちへの嫌がらせ、脅迫、またしばしば攻撃という形で噴出し、さらにはアメリカ商船への掠奪行為も行われることがあった。
ペリーにとっての問題は、アフリカ沿岸におけるアメリカの権益を守る、アフリカ内部の紛争から距離を置く、リベリアへの入植者たちを支援する、といったしばしば矛盾する諸課題に、どう折り合いをつけていくかというところにあった。こうした諸課題に対してペリーが見せた慎重さ、強固な意志、公平さ、気転は、初秋になり艦隊がリベリアに戻った直後に発生した2つの事件への対処によく表れていた。艦隊がリベリアに到着すると、敵対する諸部族がグリーンビルの入植者をトラブルを起こしており、エドワード・バーンリー（Edward Burley）というアメリカのスクーナーの船員2人が殺されたという報告が入った。
サラトガは、11月21日にモンロビアを出港し、ペリーに率いられ、客としてリベリア総督ジョセフ・ジェンキンス・ロバーツを乗せた残りの艦隊は2日後にその後を追った。艦隊は11月28日にシノエで合流し、翌日、提督と総督は大勢の水兵や海兵を引き連れて上陸し、部族長たちとの会見に臨んだ。真っ先に議題となったのは、エドワード・バーンリー事件であった。ロバーツ総督が多数の証言者を尋問した結果、次のような事情が明らかになってきた。
このスクーナーのバーク船長（Captain Burke）が、クルメン族の男に、船員の世話をすることを求め、前金を支払いをしたのに、クルメン族の男はこれを反古にした。これに対する報復措置として、バークはカヌー2雙とその乗員を捕らえた。さらに、配下の船員2名に命じて3雙目のカヌーを追わせたが、この2人は逆に捕らえられ、残酷な拷問を受けた上で殺された。
この話を正しいと確信したペリーは、殺人は正当化できないが、攻撃をしたのはアメリカ人たちの側であると結論を出した。そこでペリーは、合衆国政府はすべてのアフリカの部族と友好的関係に留まりたいと望んでいるが、アメリカ人の生命と財産を守り、また、アメリカ人が現地住民に悪事を働くようなことを防ぐために自分が派遣されてきたことを述べ、この問題に決着をつけた。ペリーと艦隊はしばらく当地に留まり、リベリアへの入植者たちは友好的な部族の支援も受けて、敵対していた部族を後背地に追い返した。
12月中旬、艦隊はリトル・ベレビー（Little Berebee）へ航行し、メアリ・カーヴァー（Mary Carver）というスクーナー商船の掠奪と乗員全員の殺害について調査をした。会談の席で、部族王ベン・クラコの回りくどい釈明をペリーが拒絶したとき、部族のひとりがアメリカ側の一行にマスケット銃を発砲した。王は、殺害者のひとりだった通訳とともに、逃亡を図ったが、サラトガのタットノール艦長がライフルで通訳を射殺し、脱出を試みた王も殺された。
アフリカ沿岸における事件に対するアメリカ合衆国の断固たる決意と対処能力を見せつけた艦隊は、年末にはマデイラ諸島に向かい、1844年1月18日に到着した。サラトガは、その後またカーボベルデを経てアフリカ沿岸に戻り、3月2日にモンロビアへ到着した。晩春には沿岸を東方へ航行し、ビアフラ湾（Bight of Biafra）にまで到達したが、夏の間は乗員に黄熱病が流行した。7月8日にカーボベルデへ戻ることとなり、7月21日にポルト・プライアに達した。サラトガは、9月に最後のリベリアへの寄港を行い、10月中旬にアフリカ沿岸を離れて帰国の途に就いた。11月22日にバージニア州ノーフォークに帰還し、12月10日に当地で任を解かれた、

### 米墨戦争
1845年3月15日に、サラトガは新たな任務を与えられ、アーヴィング・シュブリッチ(Irving Shubrich)中佐が艦長に就任し、ロバート・F・ストックトン代将の指揮下で、欧州方面に展開する予定の艦隊に編入された。ところが、4月22日、テキサス共和国のアメリカ合衆国への併合(テキサス併合)をめぐってアメリカ合衆国とメキシコの間の緊張が高まっていたことを理由に、艦隊はメキシコ湾に派遣されることになった。サラトガは4月27日にノーフォークを出港し、テキサス沿岸へ向かった。サラトガはテキサスのガルベストンに留まり、艦隊司令官のストックトンも春の間は現地に滞在した。その後、ストックトンは、サラトガ以下の艦隊に補給のためフロリダ州ペンサコーラへ赴くよう命じた上で、自分は6月23日にワシントンD.C.へ向かった。
7月3日、アメリカ合衆国海軍長官ジョージ・バンクロフトは、サラトガの所属を、デヴィッド・コナー(David Conner)代将の指揮下で「メキシコの敵対行為を断念させるべく」活動していた本国艦隊(Home Squadron)へと移した。サラトガは、メキシコ湾での任務に就き、司令官コナーの作戦に参加したが、さらにブラジル艦隊(Brazil Squadron)へと転籍となり、12月4日にペンサコーラを出港してリオデジャネイロへ向かった。

### ブラジル艦隊
サラトガは、夏の半ばまでをかけて、南米沿岸を航行した。そこで新たに、太平洋に向かい、ジョン・D・スロート(John D. Sloat)代将の指揮下に入ってカリフォルニア沿岸での任務に就くよう命令が下った。8月24日にサラトガは、沿岸をさらに南下しはじめた。ところが、ホーン岬を回航した後、強烈な暴風雨に遭遇し、大きな損傷を受けて、帰還を余儀なくされてしまう。12月29日にバージニア州ハンプトン・ローズに到達し、1847年1月9日に任を解かれた。

### 本国艦隊
ノーフォーク海軍造船所で修理されたサラトガは、1847年に再び新たな任務を与えられ、デヴィッド・ファラガット中佐が艦長となり、本国艦隊所属となった。3月29日にチェサピーク湾口のヘンリー岬(Cape Henry)を回航して沿岸を進み、メキシコ湾に入って、4月26日にベラクルス沖でペリー代将が率いる本国艦隊に合流した。3日後、サラトガは、150マイルほど離れたトゥスパン(Tuxpan)の封鎖を命じられた。トゥスパンには4月30日に到着し、7月12日にベラクルスに向けて出発するまで、そのまま現地に留まった。2週間ほど後、通信を運んでタバスコへ急派され、河口の港に1日留まっただけで、8月11日にはベラクルスに帰還した。9月1日にはトゥスパンの封鎖をデカター(Decatur)から引き継ぎ、途中で乗員に黄熱病が広まる事態となったにもかかわらず2ヶ月にわたって現地に留まってからベラクルスへ帰還した。さらにひと月ほど経ってから、サラトガは、病人を上陸させ、補給を行うために、フロリダへと出発した。1848年1月6日にペンサコーラの海軍造船所に入り、重症の病人を基地の病院に入院させてから、1月末に出港して北上した。2月19日にニューヨークに到着し、翌週任を解かれた。
1848年4月に新たな任務を与えられたサラトガは、翌週、4月17日にニューヨークを出港し、バージニア州ノーフォークを経て西インド諸島で本国艦隊の任務についた。サラトガは、1849年11月27日にバージニア州ハンプトン・ローズに帰還し、ノーフォーク海軍造船所で11月30日に任を解かれた。

### 東インド艦隊
1850年8月12日、新たな任務を与えられたサラトガは、9月15日に出港し、東インド艦隊の任務に就くため、西太平洋へ向かった。この極東遠征のハイライトは、ペリー代将による日本開国への参加であった。1853年7月にペリー艦隊の一員として日本を訪れた後、サラトガは中国沿岸へ向かい、上海でアメリカの権益を護る任務に就いていた。その間、日本では役人たちがペリーの開国提案を議論していた。1854年2月、サラトガは再びペリーに従って日本に戻り、3月31日にアメリカ合衆国と日本(江戸幕府)の間に日米和親条約が正式に締結された後、ペリーから条約文書のアメリカ側の写しを託されたヘンリー・A・アダムス (Henry A. Adams) 中佐を乗せて、サンドウィッチ諸島(ハワイ諸島)へ向かった。アダムスがホノルルで下船した後、サラトガは南へ向かい、ホーン岬を回航し、9月にマサチューセッツ州ボストンに帰還、10月10日に任を解かれた。

### カリブ海、西アフリカ
サラトガは1855年8月6日に再び就役したが、しばらく特定の任務は与えられずノーフォークに待機していたが、1858年はじめから1860年6月26日にフィラデルフィアで任を解かれるまで、おもにカリブ海やメキシコ湾の巡航にあたった。1860年11月5日に現役復帰となり、10日後にフィラデルフィアを出港して、最初の航海先であったアフリカ沿岸へと向かった。1861年4月21日、サラトガは奴隷船ナイチンゲール(Nightingale)をカビンダ沖で鹵獲し、多数の奴隷たちを解放した。南北戦争勃発の報を受け、サラトガは合衆国に帰還し、1861年8月15日にフィラデルフィアで任を解かれた。

### 南北戦争
南北戦争の最中、1863年6月24日に新たな任務を与えられたサラトガは、デラウェア湾口へ向かい、デラウェア防波堤の沖合で南軍艦船の接近とデラウェア湾外への展開を阻止することになり、年末までずっとこの任務に就いていた。1864年1月13日には、カロライナ沖で海上封鎖に当たるよう命じられた。この大西洋岸での任務についている間、8月から9月にかけては、何度か兵員を上陸させて攻撃を仕掛け、多数の捕虜を捕らえ、相当量の武器、弾薬、補給品を鹵獲ないし破壊し、さらに、多数の建物、橋梁、製塩施設などを破壊した。
戦争終結が間近になると、サラトガは1865年4月4日に戦線を離脱して北上し、4月28日に任を解かれた。その後の10年ほどの間に、任務が与えられたのは、沿岸部での任務を与えられた2回(1867年10月1日 - 1869年7月7日、1871年5月16日 - 10月14日)だけであった。

### 練習船
1875年5月1日、サラトガは1年間、メリーランド州アナポリスで砲艦としての任務につくことになった。その後、1876年5月7日から、1年間の待機期間を経て、1877年5月19日に最後の任務を与えられ、以降11年あまりの間、練習船として用いられることになった。練習船となったサラトガは、大西洋岸各地の海軍基地や海軍造船所を回り、さらにヨーロッパにも航行した。練習船としての任務は、1888年10月8日に解かれ退役となった。
その後、サラトガは1890年から1907年までペンシルベニア州に貸与され、ペンシルベニア州フィラデルフィアの州海事学校の練習船となっていたが、最後は1907年8月14日に、スクラップとしてボストンのバトラー社(Thomas Butler & Company)に売却された。